# Santa Maria de Cervelló
|  | Per a la santa barcelonina del segle xiii Santa Maria de Cervelló, vegeu: Maria de Cervelló |

Santa Maria de Cervelló o del Socors és una església situada sota les ruïnes del castell de Cervelló, al sud del nucli antic del poble, al Baix Llobregat. És una obra protegida com a bé cultural d'interès nacional.

## Descripció
Es tracta d'un edifici romànic, amb modificacions. El temple del segle xi construït en romànic llombard. Consta d'una nau coberta amb volta de canó sobre dos arcs torals de mig punt i capçada per un absis semicircular allargat per un tram curt obert per un arc presbiteral de mig punt. D'una única nau encapçalada per un absis semicircular, amb tres nínxols amb finestres. El primer tram de la nau és ocupat per un cimbori octagonal damunt trompes i semiesfèric al damunt. Exteriorment aquest cimbori -molt bell i excepcional per la seva alçària- hi tenia al damunt un campanar, del s. XVI, avui inexistent (des que el 1968 es va enderrocar en unes obres de restauració). Als laterals es troben les dues capelles laterals a manera de transsepte afegides al segle xvi, que també alteren l'edifici exteriorment.

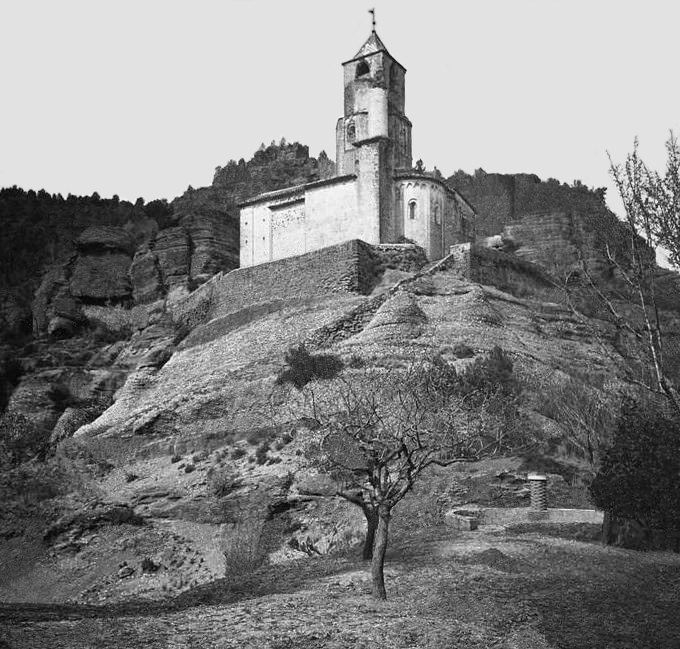
L'església de Santa Maria el 1923

## Història
Aquesta església estava inicialment sota l'advocació de la Santa Creu i amb Sant Esteve de titular i un altre altar dedicat a Sant Dalmau. El 904, per donació de Guifré II de Barcelona a Sant Cugat del Vallès ja s'esmenta aquesta església. Quan Ènnec Bonfill, (fundador del llinatge dels Cervelló) va comprar el castell del mateix nom, situat sobre aquesta església, a la casa comtal de Barcelona, va pactar amb el bisbe de Barcelona el domini de l'església, tot i que Sant Cugat encara hi mantingué certs drets, cosa que va provocar diferències entre la baronia de Cervelló i el monestir.
Com a resultat d'algun pacte, l'església va passar a finals del segle xi a ser plena propietat dels Cervelló i des de llavors fou coneguda amb el nom de Sant Esteve de Cervelló. La nova consagració del temple el 1230, segurament motivada per les obres que es van haver de fer com a resultat del setge del castell per part de Jaume I. Aquestes obres no van afectar la fàbrica romànica que encara es conserva com la batalla de Jaume I contra el castell de Cervelló el 1223 a partir d'uns fets que hi van intervenir Nuno Sanç i els Montcada. Aleshores ja tenia funcions parroquials.
L'any 1587 es van portar a terme una ampliació del temple realitzada pel mestre d'obres i constructor occità, Lleonard Bosc, de Castelldefels. Les modificacions d'estil gòtic tardà consta d'un portal renaixentista amb marc rectangular, dues columnes toscanes sobre pedestals adossades als muntants, entaulament dòric i frontó triangular amb pinacles adossats als tres angles. A l'interior del frontó hi ha la imatge del Pare Etern -que duu al cap el triangle, simbol de la Trinitat- beneint amb la dreta i aguantant amb l'esquerra la bola -simbol de l'univers i una creu-, escultura que no es va realitzar per aquest portal ja que és afegida; a mitja alçada, un òcul. Un cor amb volta de creueria i una clau de volta -amb la imatge del pare etern-. Dues capelles laterals amb volta de creueria, una amb les clau de volta amb la imatge de sant Antoni Abat i l'altra dedicada a la Mare de Déu del Roser. Aquestes capelles foren construïdes damunt els dos absis que, segons estudis de Puig i Cadafalch, apuntava que podien ser tres en origen, disposats en forma de creuer. El campanar -que ja no existeix- estava damunt del cimbori, va ser bastit de planta quadrada (damunt d'unes restes d'un altre campanar anterior?) i una teulada a quatre vents amb rajoles de ceràmica vidriades.
Amb el creixement dels habitants a les masies, al s. XVIII hi va haver una nova ampliació d'estil barroc, obrint dues capelles més als laterals i amb decoració de pintures barroques. Una de les noves capelles va ser dedicada a santa Maria de Cervelló -que havia estat beatificada el 1692-. L'altra capella va ser dedicada al sant Crist, les obres van ser costejades pel propietari Font de la masia de can Castany. El 1872 s'anà abandonant l'església a causa dels problemes que tenien els habitants ja que molts vivien al nou poble que s'anà construint al redòs de la carretera de Carlos III, a finals del s. XVIII. La gent tenien problemes per anar a l'antiga església (no hi havia cap pont per travessar la riera, el temple quedava a més d'1 km costa amunt, entre d'altres factors) i van presentar les seves queixes al bisbe de Barcelona. Altres raons foren les baralles que tenien els parroquians per tenir assegurat el seient a les hores dels oficis. Des de 1872 fins al 1879 es va improvisar una església al poble, però a partir de 1879 el rector va comprar una antiga sala de ball, que no es feia servir, i la va transformar en església interina. Es van transportar tot els paraments de l'antiga església romànica (altars renaixentistes, barrocs, imatges dels sants, mobles, roba, documentació, llibres, etc. Després d'un intent de construir un nou temple (es van encarregar els plànols a l'arquitecte Josep Oriol Mestres que no van reixir per problemes polítics i econòmics) no va ser fins al 1896 que es va començar la construcció d'una nova església com a parròquia de sant Esteve de Cervelló, de l'arquitecte Antoni Maria Gallissà.
Cal destacar que a l'entorn del temple hi havia el cementiri parroquial -traslladat al poble l'any 1901- però en queda restes d'on hi havien uns níxols i un espai cementirial antic amb tombes antropomorfes alt medievals, i unes coves que podien per utilitat eremítica. Les tombes antropomorfes van ser estudiades l'any 1980 per l'equip Bolós-Padilla i un altre estudi general.
L'antiga rectoria estava als peus del temple i es va vendre l'any 1880 per tal de fer un nou temple al poble que havia crescut a la nova carretera del s. XVIII. La rectoria fou comprada per l'autor dramaturg en Frederic Soler "Pitarra" "" i la masia duu el nom de Mas Pitarra.
L'antic temple romànic es va tancar al culte fins que es va procedir a la seva restauració (després dels estudis realitzats per Josep Puig i Cadafalch) per la Mancomunitat de Catalunya amb l'arquitecte Jeroni Martorell i el 1922 es va tornar a obrir al culte, ja sota l'advocació de santa Maria de Cervelló o dels Socors.
Sota la direcció de la Diputació de Barcelona es van fer obres de restauració i consolidació els anys 1944-1946 / 1956-1957 / 1962-1971 / 1978-1980)
La gran rehabilitació i restauració de l'església va ser duta a terme per l'entitat Segle Nou que, a partir de 1992, va començar a realitzar el projecte per la consolidació del magnífic edifici del s. XI. Es va encarregar el projecte a l'arquitecte Joan-Albert Adell. Les obres es van realitzar l'any 1998.

## Galeria d'imatges

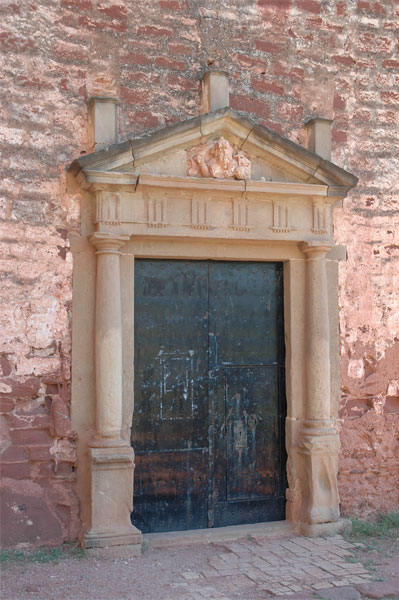
La portada del segle XVI
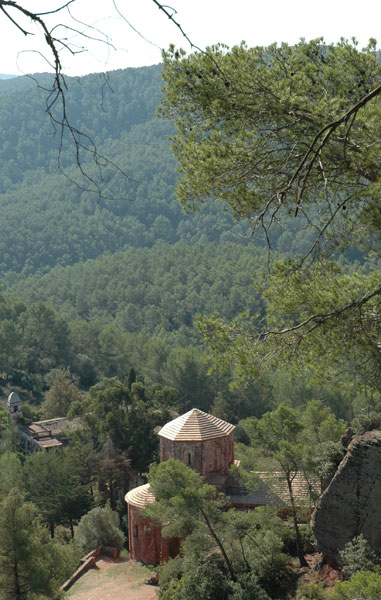
L'església des del castell
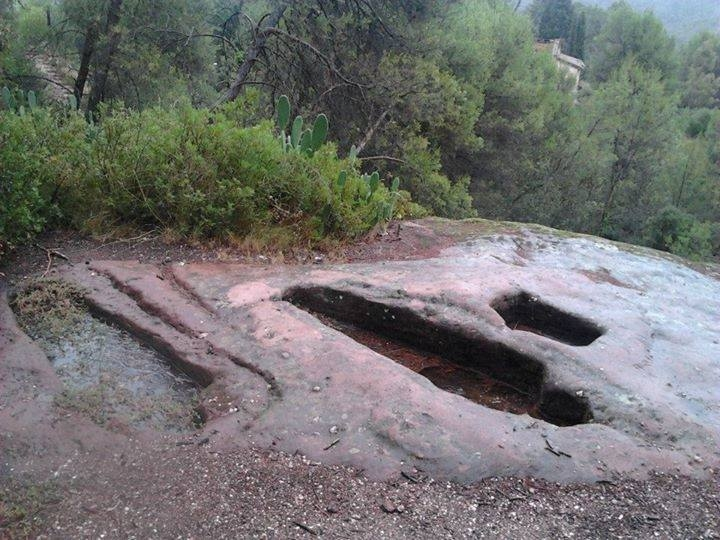
Les tombes antropomorfes